# Fereydoun Sadeghi
Fereydoun Sadeghi (in persiano فریدون صادقی‎; ... – dicembre 2005) è stato un cestista e dirigente sportivo iraniano.

## Carriera
Con l'Iran ha partecipato ai Giochi olimpici di Londra 1948.